# Formule 3000 v roce 1988
Formule 3000 v roce 1988 byla čtvrtým ročníkem disciplíny Formule 3000. Uskutečnilo se 11 Velkých cen této formule a mistrem světa se stal brazilský jezdec Roberto Moreno s vozem Reynard 88D.

## Pravidla
Boduje prvních 6 jezdců podle klíče:
- První - 9 bodů
- Druhý - 6 bodů
- Třetí - 4 body
- Čtvrtý - 3 body
- Pátý - 2 body
- Šestý - 1 bod

## Velké ceny
| Datum        | Závod                         | Vítěz              | Vůz         | Výsledky |
| ------------ | ----------------------------- | ------------------ | ----------- | -------- |
| 17. duben    | Jerez                         | Johnny Herbert     | Reynard 88D | Výsledky |
| 8. květen    | Gran Premio di Roma           | Gregor Foitek      | Lola T88/50 | Výsledky |
| 23. květen   | Grand Prix Pau                | Roberto Moreno     | Reynard 88D | Výsledky |
| 5. červen    | BRDC International Trophy     | Roberto Moreno     | Reynard 88D | Výsledky |
| 26. červen   | Monza                         | Roberto Moreno     | Reynard 88D | Výsledky |
| 17. červenec | Gran Premio dell Mediterraneo | Pierluigi Martini  | March 88B   | Výsledky |
| 21. srpen    | Brands Hatch                  | Martin Donnelly    | Reynard 88D | Výsledky |
| 29. srpen    | Birmingham                    | Roberto Moreno     | Reynard 88D | Výsledky |
| 25. září     | Le Mans                       | Olivier Grouillard | Lola T88/50 | Výsledky |
| 16. říjen    | Zolder                        | Olivier Grouillard | Lola T88/50 | Výsledky |
| 23. října    | Dijon                         | Martin Donnelly    | Reynard 88D | Výsledky |

## Konečné hodnocení Mistrovství Světa

### Jezdci
| P  | Jezdec                | Body |
| -- | --------------------- | ---- |
| 1  | Roberto Moreno        | 43   |
| 2  | Olivier Grouillard    | 34   |
| 3  | Martin Donnelly       | 30   |
| 4  | Pierluigi Martini     | 23   |
| 5  | Bertrand Gachot       | 21   |
| 6  | Mark Blundell         | 18   |
| 7  | Gregor Foitek         | 15   |
| 8  | Johnny Herbert        | 13   |
| 9  | Eric Bernard          | 13   |
| 10 | Jean Alesi            | 11   |
| 11 | Michel Trollé         | 9    |
| 12 | Marco Apicella        | 9    |
| 13 | Pierre-Henri Raphanel | 8    |
| 14 | Jean-Denis Deletraz   | 8    |
| 15 | Volker Weidler        | 5    |
| 16 | Claudio Langes        | 5    |
| 17 | Fabien Giroix         | 3    |
| 18 | Paolo Barilla         | 3    |
| 19 | Cor Euser             | 2    |
| 20 | Michel Ferté          | 1    |
| 21 | Andrea Chiesa         | 1    |